# Đing ktút

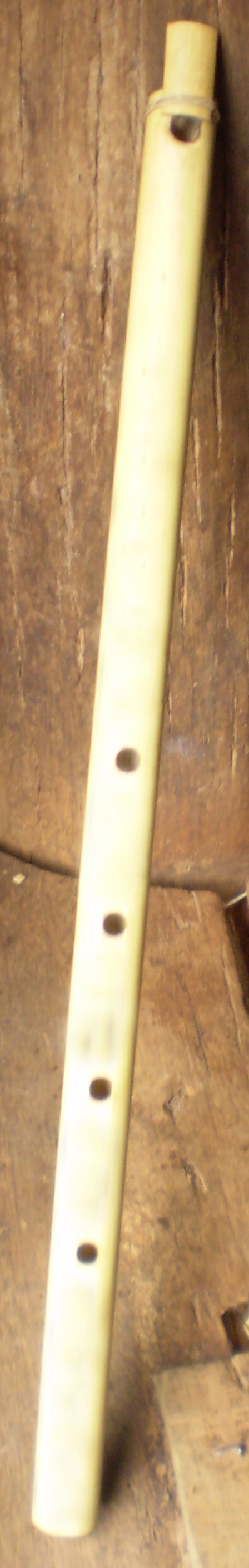
Nhạc cụ Đinh vuốt

Đing ktút hay Đinh vuốt là một loại nhạc cụ của người dân tộc Êđê, dùng được hát với thể loại hát Kưứt một người thổi và một người hát. Giống với cây sáo nhưng có bốn lỗ tròn trên thân tre. Thiết diện tròn, bên trong rỗng từ đầu này sang đầu kia. Âm thanh nhẹ tạo được khung cảnh của miền núi hùng vĩ.